# 冰川町 (板橋區)
冰川町（日语：／ Hikawachō */?）是東京都板橋區的町名，為未設丁目的單獨町名。 
板橋區全域已實施住居表示。

## 地理
位於東京都板橋區東南部。北與大和町以石神井川為界，東鄰仲宿，南連大山東町，西通榮町。東有國道17號（中山道）與首都高速5號池袋線通過，南有東京都道317號環狀六號線（山手通）終點。町內為學校、公共設施與辦公商區。

### 河川
- 石神井川（日语：石神井川）

## 历史
廢藩置縣實施前屬武藏國豐島郡下板橋宿，是江戶時代舊中山道板橋宿的中心地帶。

### 沿革
- 1206年（元久3年）左右：冰川神社創建。
- 1602年（慶長7年）：德川家康下令整建中山道，設置板橋宿。
- 1871年（明治4年）：因實施廢藩置縣，編入東京府。實施大區小區制（日语：大区小区制）。
- 1872年（明治5年）：傳馬、宿驛制度廢止。
- 1878年（明治11年）：依據郡區町村編制法（日语：郡区町村編制法）設置北豐島郡，屬東京府北豐島郡下板橋宿。
- 1889年（明治22年）4月1日：市制町村制施行，屬東京府北豐島郡板橋町大字下板橋。
- 1889年（明治22年）：冰川神社（日语：氷川神社 (板橋区氷川町)）燒毀。翌年重建。
- 1932年（昭和7年）10月1日：東京府內市郡合併，板橋區成立，屬東京府東京市板橋區（舊）板橋町八丁目（1943年8月1日東京都制施行）。
- 1933年（昭和8年）：中山道新道（國道17號）開通。
- 1940年（昭和15年）：東京都道317號環狀六號線（山手通）開通。
- 1944年（昭和19年）：都電志村線（日语：都電志村線）開通，開設板橋八丁目（之後的仲宿）車站。
- 1945年（昭和20年）：美軍B29轟炸機空襲，冰川神社燒毀。1958年重建。
- 1957年（昭和32年）5月1日：地番整理，（舊0）板橋町八丁目部分區域成立冰川町。
- 1966年（昭和41年）5月28日：都電志村線廢止（最終營運日）。
- 1968年（昭和43年）12月27日：都營地下鐵6號線開通，板橋區役所前站開業。
- 1977年（昭和52年）8月19日：首都高速5號池袋線北池袋出入口 - 高島平出入口開通。

### 地名由來
來自町內的冰川神社。

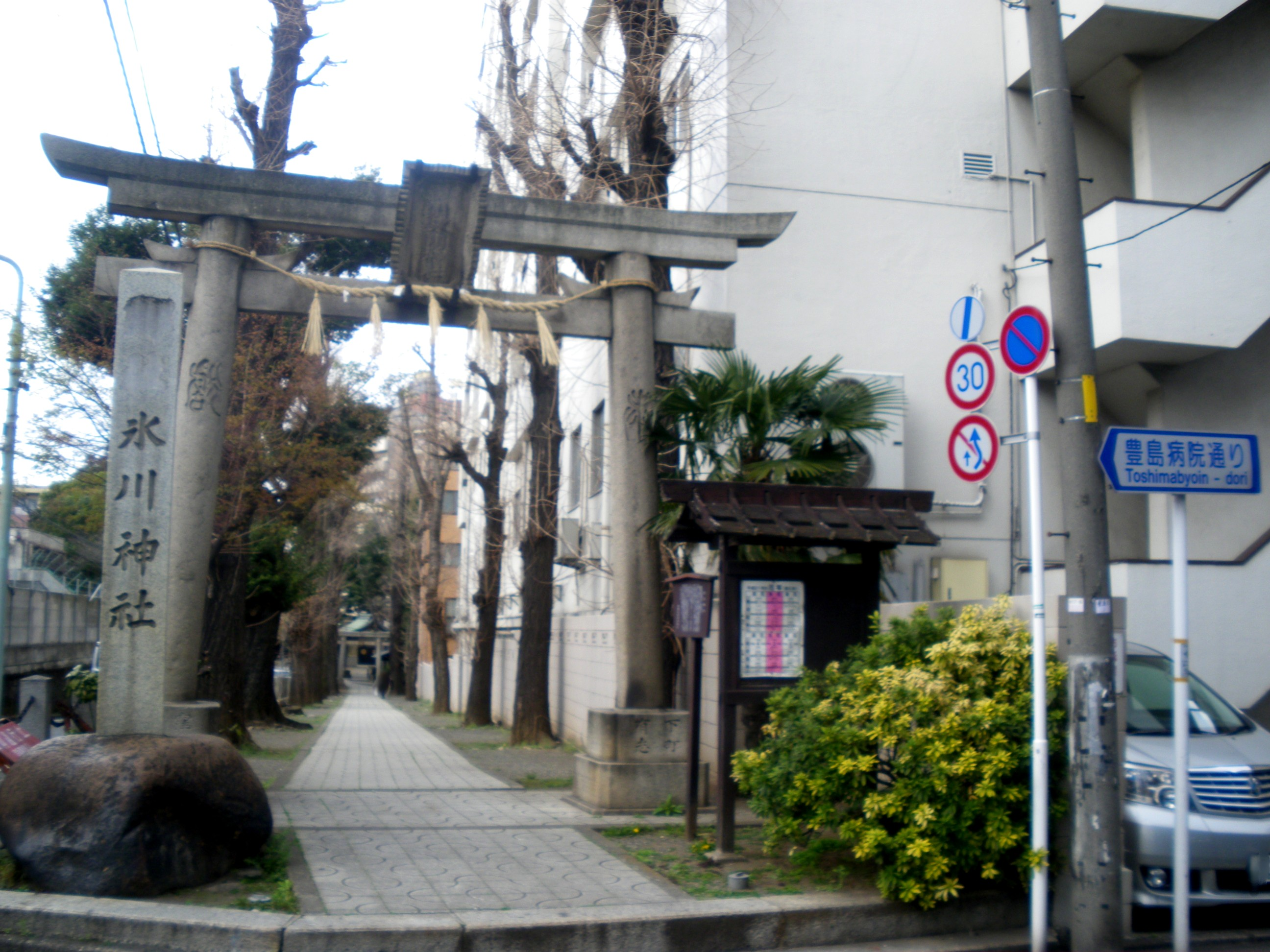
冰川神社

## 交通

### 鐵道
町內未設車站，可利用以下路線。
- 東京都交通局
  - 都營地下鐵三田線：板橋區役所前站（板橋二丁目與三丁目、仲宿）、板橋本町站（本町與大和町）
- 東武鐵道
  - 東武東上線：大山站（大山町與大山東町）

### 巴士
- 國際興業巴士（日语：国際興業バス）
  - 板橋第九小學校、板橋三中
    - 赤51：行經西丘往赤羽站西口、行經陽光城往池袋站東口
    - 赤57：行經隧道往赤羽站西口、往日大醫院

### 道路
- 國道17號（中山道）
- 東京都道317號環狀六號線（山手通）
- 首都高速5號池袋線
- 東京都道420號鮫洲大山線（日语：東京都道420号鮫洲大山線）

### 橋梁
- 新板橋：國道17號通過石神井川的橋。相對舊中山道的「板橋」，將之命名為「新板橋」。無論位置或由來都與都營地下鐵三田線新板橋站（建設當時為了與國鐵板橋站區別而稱為新板橋站）不同。

## 設施
- 板橋區立板橋第一小學校（日语：板橋区立板橋第一小学校）
- 板橋區立板橋第三中学校
- 冰川神社（日语：氷川神社 (板橋区氷川町)）

## 備註
1. ↑  住民基本台帳による町丁目別世帯数及び人口表-東京都板橋区
2. ↑  板橋区教育委員会『いたばしの地名』，1995年3月，P127。